# Comuna de Kobylnica
Kobylnica (polaco: Gmina Kobylnica) é uma gminy (comuna) na Polónia, na voivodia de Pomerânia e no condado de Słupski. A sede do condado é a cidade de Kobylnica.
De acordo com os censos de 2004, a comuna tem 9513 habitantes, com uma densidade 38,8 hab/km².

## Área
Estende-se por uma área de 244,95 km², incluindo:
- área agrícola: 60%
- área florestal: 30%

## Demografia
Dados de 30 de Junho 2004:
|                      | Total   | Total | Mulheres | Mulheres | Homens  | Homens |
| -------------------- | ------- | ----- | -------- | -------- | ------- | ------ |
|                      | pessoas | %     | pessoas  | %        | pessoas | %      |
| População            | 9513    | 100   | 4710     | 49,5     | 4803    | 50,5   |
| Densidade (pop./km²) | 38,8    | 100   | 19,2     | 19,2     | 19,6    | 19,6   |

De acordo com dados de 2002, o rendimento médio per capita ascendia a 1606,71 zł.

## Comunas vizinhas
- Dębnica Kaszubska, Kępice, Postomino, Sławno, Redzikowo, Słupsk, Trzebielino